# Нітрозосполуки

Загальна формула нітрозосполук

Нітрозосполуки — це похідні вуглеводнів, в яких один з атомів гідрогену заміщений на групу {\displaystyle {\ce {-N=O}}}. Поділяється на нітрозоалкани, нітрозоарени та інші.

## Отримання
Нітрозоалкани можна отримати окисненням алкілгідроксиламінів:
{\displaystyle {\ce {R-NH-OH +H2SO4->R-NO + SO2 +2H2O}}}
Нітрозоарени можна отримати цим же способом, але їх також можна отримати за допомогою відновлення нітроаренів:
{\displaystyle {\ce {Ar-NO2 +H2->Ar-NO +H2O}}}
Їх також можна отримати з реактивів Гріньяна та нітрозохлориду:
{\displaystyle {\ce {Ar-MgCl +O=N-Cl ->Ar-N=O + MgCl2}}}

## Хімічні властивості
Можуть димеризуватися, часто існують у вигляді димерів. При димеризації атоми азоту набувають позитивний заряд та з'єднуються між собою подвійним зв'язком, а атоми кисню набувають негативного заряду.
Нітрозоалкани можуть перетворюватися на оксими внаслідок переходу атома водню від вуглецю до азоту. При цьому оксими є більш стабільними:
{\displaystyle {\ce {R-CH2-N=O <=>> R-CH=N-OH}}}
При окисненні утворюються нітросполуки, при відновленні — алкілгідроксиламіни та аміни:
{\displaystyle {\ce {R-NO +O ->R-NO2}}}
{\displaystyle {\ce {R-NO + H2 ->R-NH-OH + H2 ->R-NH2 + H2O}}}